# Rhagonycha lutea
Rhagonycha lutea är en skalbaggsart som först beskrevs av Müller 1764.  Rhagonycha lutea ingår i släktet Rhagonycha, och familjen flugbaggar. Arten är reproducerande i Sverige.